# Merimnetria nigriciliella
Merimnetria nigriciliella là một loài bướm đêm thuộc họ Gelechiidae. Nó là loài đặc hữu của Hawaii.